# Alphonse Édouard Caron
Pour les articles homonymes, voir Caron.
Alphonse Edouard Caron (11 février 1862 - 11 août 1951) était un général de division français dont le nom fut associé à la Première Guerre mondiale.

## Biographie
Il passa sa jeunesse dans le Nord puis entra en 1881 à l'école polytechnique, colonel dans l'artillerie, il devint inspecteur technique de l'aéronautique en 1914, en 1917 commanda la 165e div. inf. dite du camp de César et enfin le 32e Corps d'Armée en 1919 qui occupait la Ruhr. Il fut mis en section de réserve en 1924.

### Grades
- 24/09/1912: colonel
- 20/11/1914: général de brigade à titre temporaire
- 20/04/1915: général de brigade
- 20/12/1917: général de division

### Décorations
- Légion d'honneur: Chevalier (29/12/03), Officier (03/12/14), Commandeur (08/10/18), Grand Officier[2] (12/07/23)
- Médaille interalliée 1914-1918
- Médaille commémorative de la Grande Guerre

- Commandeur de l'Ordre Royal de Léopold ( Belgique)
- Croix de guerre belge 1914-1918
- Grand Croix de l'Ordre du Mérite Militaire ( Italie)

### Postes
- 02/08/1914: commandant de l'Artillerie du 2e groupement de divisions d'infanterie de réserve
- 28/08/1914: commandant de l'Artillerie du  16e Corps d'Armée (= 16e Brigade d'Artillerie)
- 20/11/1914: commandant de l'Artillerie de la  Ire Armée
- 13/03/1915: commandant de l'Artillerie du  Détachement d'Armée de Lorraine
- 11/10/1915: commandant de la 117e Brigade d'Infanterie de Réserve
- 19/11/1916: commandant de la  165e Division d'Infanterie
- 12/01/1919: commandant de la  13e Division d'Infanterie
- 21/06/1919: commandant du  32e Corps d'Armée
- 11/02/1924 placé dans la section de réserve.